# Michael Valgren
Michael Valgren Hundahl (za svobodna Andersen; * 7. února 1992) je dánský profesionální silniční cyklista jezdící za UCI WorldTeam EF Education–EasyPost.

## Kariéra
Valgren se stal profesionálem v roce 2011 ve věku pouhých 19 let s dánským kontinentálním týmem Glud & Marstrand–LRØ. Za tým vyhrál dva ročníky závodu Lutych–Bastogne–Lutych U23 a další významné závody.
V roce 2014 se Valgren dostal do UCI World Tour s týmem Tinkoff–Saxo. Téměř okamžitě zaujal svými vítězstvími v elitním silničním závodu na národním šampionátu a v etapovém závodu Danmark Rundt.
V roce 2018 Valgren vyhrál 2 významné jednodenní závody: Omloop Het Nieuwsblad a Amstel Gold Race.
V listopadu 2020 Valgren podepsal dvouletý kontrakt s týmem EF Education–Nippo.
Po třech letech bez vítězství Valgren vyhrál italskou jednodenní klasiku Giro della Toscana po sólovém útoku 14 km před cílem. Zároveň bylo oznámeno, že Valgren podepsal jednoleté prodloužení kontraktu se svým současným týmem, EF Education–Nippo, o 1 rok. O den později získal Valgren další vítězství v Itálii, tentokrát na klasice Coppa Sabatini před úřadujícím evropským šampionem Sonnym Colbrellim.

## Hlavní výsledky
2009
Národní šampionát
2. místo časovka juniorů
GP Général Patton
3. místo celkově
vítěz 1. etapy
Trofeo Karlsberg
6. místo celkově
Niedersachsen-Rundfahrt der Junioren
8. místo celkově
2010
Národní šampionát
2. místo časovka juniorů
3. místo silniční závod juniorů
Mistrovství světa
10. místo časovka juniorů
Lutych–La Gleize
10. místo celkově
2011
4. místo Himmerland Rundt
2012
vítěz Lutych–Bastogne–Lutych Espoirs
2. místo Eschborn–Frankfurt City Loop U23
Kreiz Breihz Elites
6. místo celkově
Coupe des nations Ville Saguenay
8. místo celkově
2013
Flèche du Sud
 celkový vítěz
 vítěz soutěže mladých jezdců
vítěz 3. etapy
vítěz Lutych–Bastogne–Lutych Espoirs
Tour de l'Avenir
vítěz 3. etapy
2. místo Eschborn–Frankfurt City Loop U23
Thüringen Rundfahrt der U23
9. místo celkově
10. místo GP Herning
2014
Národní šampionát
 vítěz silničního závodu
3. místo časovka
Danmark Rundt
 celkový vítěz
 vítěz soutěže mladých jezdců
Čtyři dny v Dunkerku
3. místo celkově
Tour des Fjords
4. místo celkově
4. místo Japan Cup
2015
Dubai Tour
 vítěz soutěže mladých jezdců
2016
Danmark Rundt
 celkový vítěz
vítěz 3. etapy
Národní šampionát
2. místo silniční závod
2. místo časovka
2. místo Amstel Gold Race
2017
Danmark Rundt
2. místo celkově
BinckBank Tour
6. místo celkově
6. místo E3 Harelbeke
2018
vítěz Amstel Gold Race
vítěz Omloop Het Nieuwsblad
2. místo Bretagne Classic
4. místo Kolem Flander
Mistrovství světa
7. místo silniční závod
8. místo Grand Prix Cycliste de Montréal
9. místo Grand Prix Cycliste de Québec
2019
4. místo Bretagne Classic
5. místo Grand Prix Cycliste de Montréal
Mistrovství světa
6. místo silniční závod
6. místo Chrono des Nations
BinckBank Tour
10. místo celkově
2021
vítěz Giro della Toscana
vítěz Coppa Sabatini
Mistrovství světa
 3. místo silniční závod
Národní šampionát
4. místo silniční závod
2023
3. místo Grand Prix Herning
8. místo Coppa Sabatini
9. místo Japan Cup

### Výsledky na Grand Tours
| Grand Tour      | 2014                             | 2015                             | 2016                             | 2017                             | 2018                             | 2019                             | 2020                             | 2021                             | 2022 | 2023 | 2024 |
| --------------- | -------------------------------- | -------------------------------- | -------------------------------- | -------------------------------- | -------------------------------- | -------------------------------- | -------------------------------- | -------------------------------- | ---- | ---- | ---- |
| Giro d'Italia   | Nezúčastnil se během své kariéry | Nezúčastnil se během své kariéry | Nezúčastnil se během své kariéry | Nezúčastnil se během své kariéry | Nezúčastnil se během své kariéry | Nezúčastnil se během své kariéry | Nezúčastnil se během své kariéry | Nezúčastnil se během své kariéry | —    | —    | 38   |
| Tour de France  | —                                | DNF                              | 77                               | 61                               | 44                               | 75                               | 73                               | 53                               | —    | —    |      |
| Vuelta a España | 128                              | —                                | —                                | —                                | —                                | —                                | 33                               | —                                | —    | —    |      |

### Výsledky na klasikách
| Monument                        | 2014 | 2015 | 2016 | 2017 | 2018 | 2019 | 2020      | 2021      | 2022 | 2023 | 2024 |
| ------------------------------- | ---- | ---- | ---- | ---- | ---- | ---- | --------- | --------- | ---- | ---- | ---- |
| Milán – San Remo                | —    | —    | —    | 35   | 97   | —    | 99        | 52        | 25   | —    | 100  |
| Kolem Flander                   | —    | —    | —    | 11   | 4    | 102  | 21        | DNF       | 36   | —    | 45   |
| Paříž–Roubaix                   | —    | —    | —    | —    | —    | —    | NS        | DNF       | —    | —    | —    |
| Lutych–Bastogne–Lutych          | DNF  | DNF  | 14   | —    | 19   | DNF  | DNF       | 58        | —    | —    | —    |
| Giro di Lombardia               | —    | —    | —    | —    | —    | 40   | —         | —         | —    | —    |      |
| Klasika                         | 2014 | 2015 | 2016 | 2017 | 2018 | 2019 | 2020      | 2021      | 2022 | 2023 | 2024 |
| Omloop Het Nieuwsblad           | —    | —    | —    | 30   | 1    | 45   | 21        | —         | DNF  | —    |      |
| Kuurne–Brusel–Kuurne            | —    | —    | —    | 54   | 89   | DNF  | 44        | —         | 26   | —    |      |
| Strade Bianche                  | —    | —    | —    | 36   | —    | 45   | 30        | —         | 11   | —    |      |
| E3 Harelbeke                    | —    | —    | —    | 6    | 14   | 39   | NS        | —         | 20   | —    |      |
| Gent–Wevelgem                   | —    | —    | —    | 33   | 26   | DNF  | 93        | —         | 35   | —    |      |
| Dwars door Vlaanderen           | —    | —    | —    | —    | DNF  | 29   | NS        | 45        | 73   | —    |      |
| Brabantský šíp                  | —    | —    | —    | —    | —    | —    | 25        | —         | 11   | 52   |      |
| Amstel Gold Race                | 123  | 22   | 2    | 35   | 1    | 53   | NS        | 13        | 15   | —    |      |
| Valonský šíp                    | DNF  | DNF  | 96   | DNF  | 50   | 100  | —         | 46        | —    | —    |      |
| Bretagne Classic                | —    | 45   | 16   | 33   | 2    | 4    | —         | 22        | —    | —    |      |
| Grand Prix Cycliste de Québec   | —    | 125  | 99   | —    | 9    | 19   | Nejelo se | Nejelo se | —    | —    |      |
| Grand Prix Cycliste de Montréal | —    | 33   | 23   | —    | 8    | 5    | Nejelo se | Nejelo se | —    | —    |      |

| —   | Nezúčastnil se |
| DNF | Nedokončil     |
| NS  | Nekonalo se    |